# Istruzione in Giappone
Il Giappone dispone di un sistema di istruzione moderno. L'anno scolastico inizia ad aprile e finisce a marzo.
Le scuole non obbligatorie comprendono l'asilo nido e la scuola materna, la cui durata dipende dalle singole scuole, ma generalmente dura due anni, e la frequentano i bambini dell'età di 4-5 anni.
La scuola elementare inizia dai 6 o 7 anni di età e dura sei anni. L'istruzione obbligatoria comprende elementari e medie inferiori (3 anni di studio) cui si aggiungono altri 3 anni non obbligatori di scuola media superiore, formando un sistema di istruzione scolastica del tipo "6-3-3", anche se dal 1999 alcune scuole hanno unito medie inferiori e superiori costituendo sei anni ininterrotti di scuola secondaria.
Per gli allievi diversamente abili (362.000 allievi ca. nel 2015) è previsto l'inserimento nelle classi regolari delle scuole oppure in classi tsukyu, un percorso basato sull'apprendimento individuale o in piccoli gruppi all'interno delle scuole comuni. L'inserimento degli studenti diversamente abili nelle scuole comuni è relativamente recente nel sistema scolastico giapponese, dove esistono ancora classi speciali e scuole speciali per i diversamente abili.

## Materie d'insegnamento

### Elementari

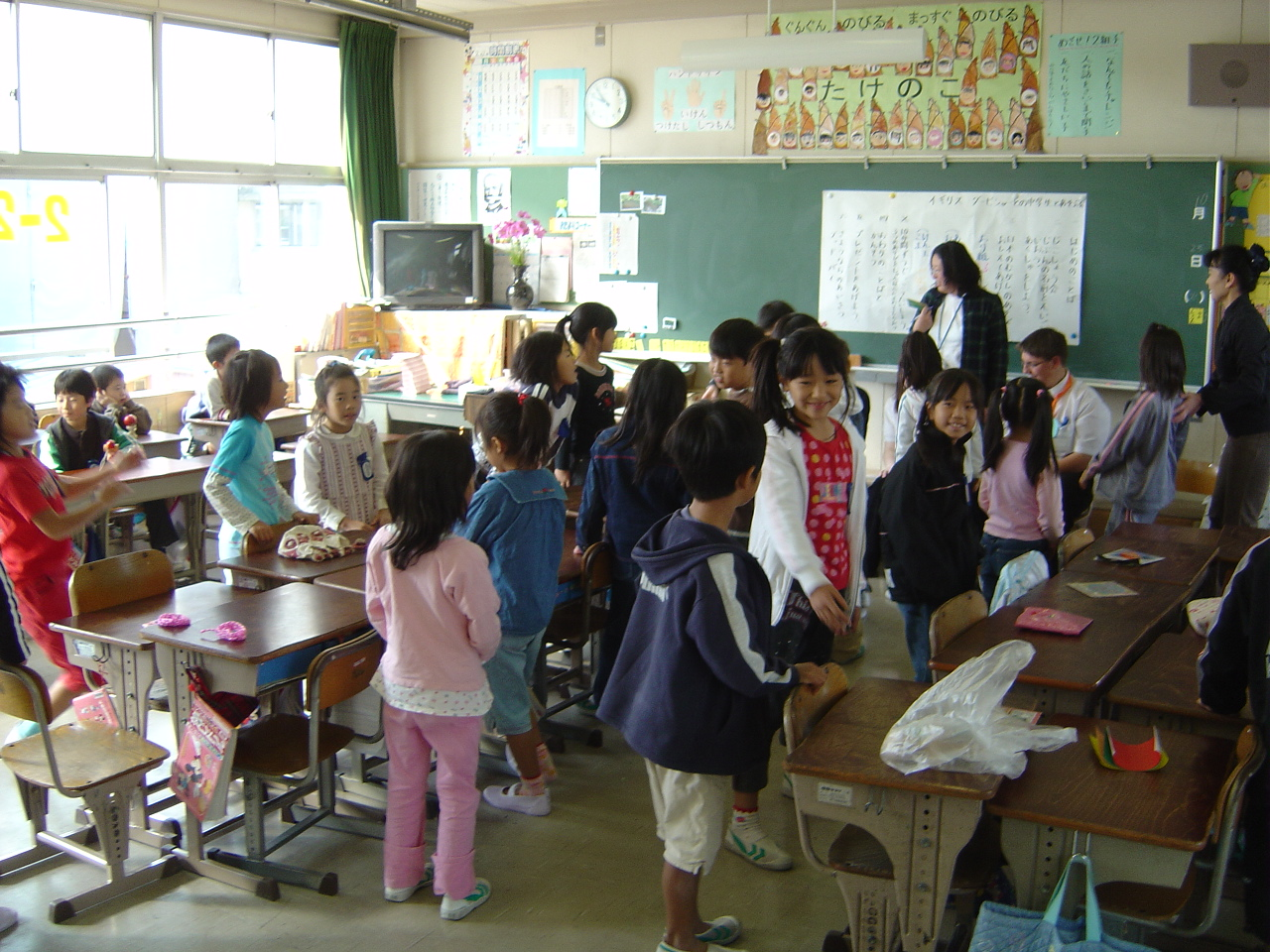
Classe elementare giapponese.

La scuola elementare, o primaria, dura sei anni e prevede l'insegnamento di:
- lingua giapponese
- matematica
- musica
- arte
- educazione fisica
- educazione civica
- attività sul territorio (primo biennio)
- economia domestica (dal 5º anno)
- scienze sociali e scienze naturali (dal 3º anno)
- storia giapponese e storia generale
- lingua inglese

### Medie inferiori

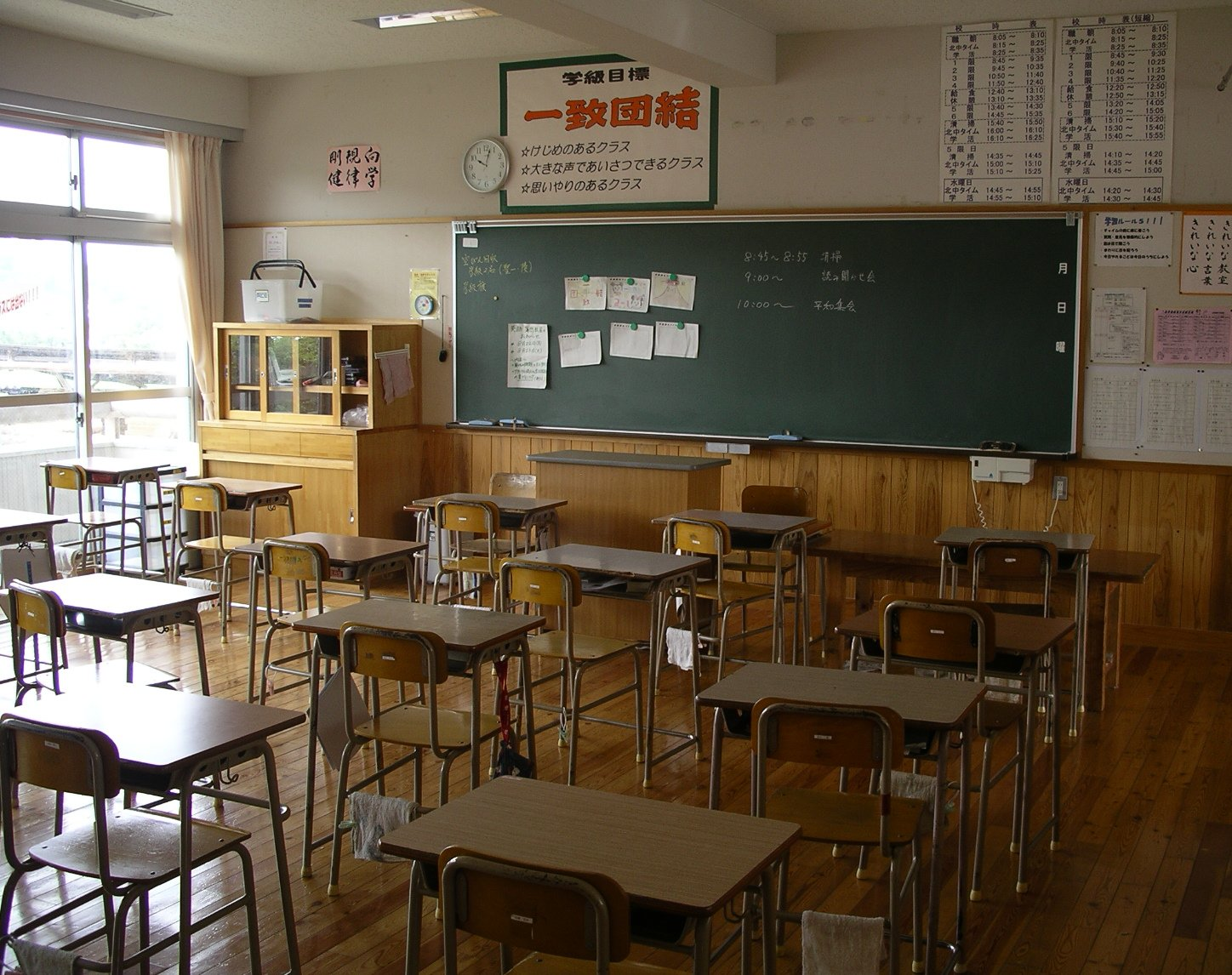
Una classe giapponese tipo.

La scuola media dura tre anni e prevede l'insegnamento di:
- lingua giapponese
- matematica
- musica
- arte
- educazione fisica e igiene
- educazione civica
- economia domestica
- educazione tecnica
- scienze sociali
- scienze naturali
- storia giapponese e storia generale
- lingua straniera (normalmente inglese)

#### Medie superiori

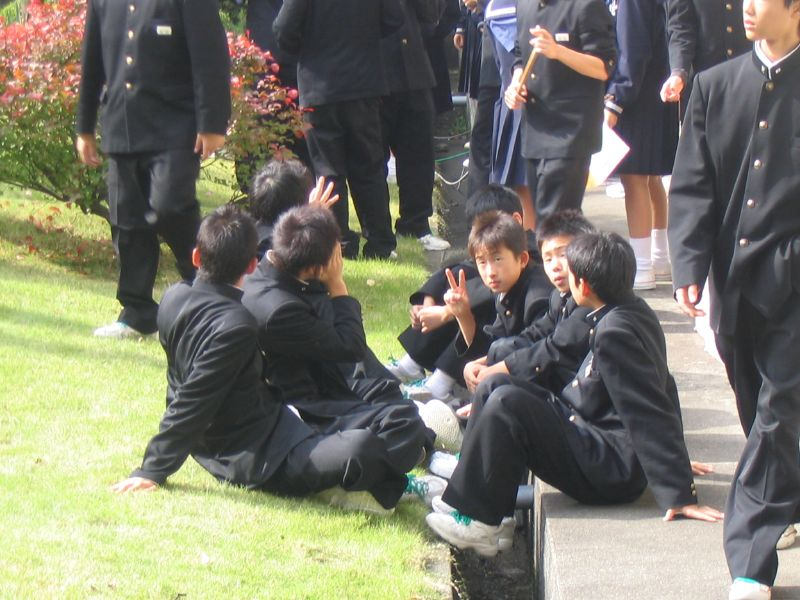
Studenti delle medie superiori (high school) che indossano la tipica divisa scolastica maschile.

Le scuole medie superiori durano tre anni. L'indirizzo generico, scelto dalla maggior parte degli studenti, prevede:
- lingua giapponese e giapponese antico
- matematica
- musica
- arte
- educazione fisica e igiene
- economia domestica
- educazione tecnica
- lingua inglese
- informatica (introdotta solo recentemente)
- storia giapponese e storia generale

Una minoranza di studenti sceglie indirizzi specifici alle superiori, tra
- commercio
- marina-pesca
- attività domestica
- assistenza infermieristica
- informatica
- assistenza sociale
- scienze naturali e matematiche
- ginnastica
- musica
- arte
- inglese

## Storia
Segue una sintesi dell'evoluzione del sistema scolastico giapponese nell'età moderna e contemporanea.

### Dal 1492 al 1815
Dopo la proibizione imposta dal regime Tokugawa alla lettura di testi stranieri, nel 1720 i manuali tecnici occidentali furono nuovamente permessi con l'intento di colmare il divario tecnologico che separava il Giappone dalle avanzate ed aggressive potenze europee. Di pari passo si diffuse lo studio delle lingue.
Mentre le scuole feudali formavano tramite un rigoroso confucianesimo le nutrite fila dei samurai, Ishida Baigan elaborava lo shingaku (scienza del cuore), molto simile all'etica protestante cui Max Weber ricondusse lo sviluppo del capitalismo in Europa, che avrebbe contribuito alla modernizzazione del paese.
Prima dell'era Meiji nella metà del XIX secolo in Giappone era alfabetizzata quasi la metà della popolazione maschile ed un decimo di quella femminile, mentre l'istruzione elementare si era diffusa nelle campagne grazie ai templi.

### Dal 1815 ad oggi
La Restaurazione Meiji è compiuta sul finire del XIX secolo. I nemici dell'imperatore sono sconfitti o convertiti al nuovo modello di stato unitario che ha velocemente sciolto i feudi e trovato un nuovo spazio nel neonato regime ai samurai. In questo clima di cambiamento, nel settembre 1871 è istituito il dipartimento dell'Istruzione (Mombusho). Nel settembre 1872 è pronto il piano del governo che suddivide il Giappone in 8 distretti scolastici, ognuno dei quali aventi 1 università e 32 scuole secondarie, a loro volta messe al vertice di 210 scuole primarie.
Nel 1880 il ministero prescrive i libri di testo e i primi controlli a scuole pubbliche e private, ma solo nella primavera 1886 il ministro dell'istruzione (1885-1889) Mori Arinori stabilisce con decreto gli orari, i programmi e i controlli governativi del sistema scolastico. Sono create in ordine "scuole normali (1872), scuole medie (1881), scuole medie superiori (1886) e scuole femminili superiori (1889)".
Fatto il nuovo Giappone occorre fare i nuovi giapponesi, così nel 1880 nasce il corso obbligatorio di etica e parallelamente viene introdotto l'addestramento militare come materia d'insegnamento. La Costituzione del 1889 formalizza il rapporto fra imperatore e sudditi e un anno dopo l'editto imperiale sull'istruzione ne fa lo strumento per trasformare il suddito in patriota al servizio dello Stato.
L'istruzione superiore viene tenuta in alta considerazione: nel 1886 viene fondata l'Università imperiale di Tokyo, accompagnando un fermento che avrebbe portato alla creazione di università private. Fukuzawa Yukichi samurai di basso rango nato nel Kyushu ma formato a Nagasaki, visitò gli Stati Uniti e studiò anche da autodidatta l'olandese, tecniche di artiglieria, medicina e inglese. Pubblicò le sue considerazioni sulla vita, sui costumi e sul governo in Occidente nell'opera prima Seiyo Jijo, pubblicazione di successo i cui proventi gli permisero di fondare una scuola su modello occidentale nel 1863. Diventerà Keio Gijuku, la prima università privata giapponese. Seguì nel 1881 l'università di Waseda fondata da Shigenobu Ōkuma nel distretto omonimo di Tokyo. Occorrerà aspettare il XX secolo per la nascita di università private fuori Tokyo, a Kyoto (1903), Sendai (1907), Fukuoka (1910).
Nel 1916 l'età minima di ammissione al lavoro è fissata per legge a 12 anni grazie all'entrata in vigore la legge sulle fabbriche del 1911. Ne 1926 l'età minima passa a 14 anni con poche eccezioni grazie ad un emendamento del 1923.
Nel 1937 il governo Konoe pubblica il libro di testo Principi fondamentali del sistema nazionale (國體の本義?, Kokutai no hongi). L'affermazione della natura divina dell'imperatore ripresa dalla mitologia del Kojiki si accompagna ad un rigido confucianesimo tradizionale frammisto ad un'ideologia xenofoba di superiorità razziale (tan'itsu minzoku, razza pura e incontaminata) ed anticapitalista (esaltazione delle virtù contadine) cara al regime militare populista al potere.
Dopo la capitolazione, funzionari della polizia del pensiero si riciclano nel Ministero dell'Educazione mantenendo intatto il proprio conservatorismo nazionalista. Il Supremo comando delle Potenze Alleate (SCAP) in Giappone porta da cinque a nove anni gli anni di istruzione obbligatoria, censura i libri di testo e riforma i corsi in modo da estirpare le basi dell'indottrinamento del regime deposto.
Lo SCAP democratizza e decentra il sistema scolastico: ai sei anni di elementari si affianca la scuola media mista (maschi e femmine) e, dopo l'obbligo, un triennio di scuole superiori. Ogni prefettura dovrà avere un'università pubblica e sono permesse (1948) scuole biennali di specializzazione. Per svuotare il ministero dei propri poteri si istituiscono su base provinciale e comunale consigli elettivi con potere decisionale su libri di testo, assunzioni e cariche nelle scuole. Esplode il numero di università pubbliche e private: dalle 70 del periodo prebellico si passa a più di 200 istituti di qualità assai diversificata. Si parte dai prestigiosi atenei di Tokyo (Tōdai) e Kyoto, fucine della classe dirigente, fino ad arrivare a istituti scadenti, spesso licei privati trasformati frettolosamente in università dopo la riforma.
Se i professori accolgono come cambiamento liberatorio le riforme, il Ministero dell'Educazione costituisce il polo conservatore del sistema di insegnamento, volto al ritorno dei valori tradizionali. Il conservatorismo del ministero è bilanciato dal Sindacato dei Professori Giapponesi (日本教職員組合?, Nihon Kyōshokuin Kumiai, Nikkyōso) (1947) di area socialista. Dopo anni di repressione, l'ideologia marxista si diffonde nelle università, tanto che quando nel 1948 lo SCAP consiglierà la rimozione dei professori non graditi gli studenti risponderanno costituendo la Federazione delle associazioni autogestite degli studenti del Giappone (全日本学生自治会総連合?, Zen-nihon gakusei jichikai sō rengō) o Zengakuren (全学連?) che guiderà la contestazione studentesca nel paese.

## Istruzione e società

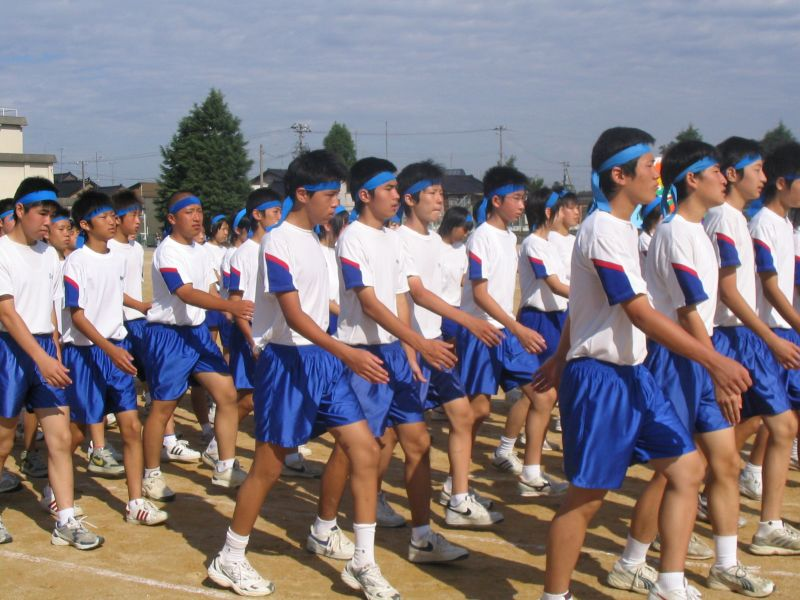
Marcia alla giornata dello sport degli studenti di una scuola media superiore.

Una caratteristica importante del sistema scolastico giapponese sono gli esami di ammissione, obbligatori ad ogni grado per entrare negli istituti privati (l'accesso alle scuole pubbliche è aperto, ma il loro livello qualitativo è estremamente basso e i diplomi che vi si conseguono non sono spendibili sul mercato del lavoro, per cui la quasi totalità delle famiglie giapponesi cerca di mandare i propri figli alle scuole private).
Anche l'accesso alle università è regolato da esami di ammissione. Le due università più prestigiose sono l'Università di Tokyo, colloquialmente abbreviata in Tōdai, e l'Università di Kyoto, o Kyōdai, che sono pubbliche. 
Tali esami, soprattutto quello per l'ammissione all'università, sono estremamente difficili e non possono essere affrontati con una preparazione generica, e per questo la maggior parte degli studenti giapponesi, al termine della giornata scolastica (che inizia alle 08.50 e si prolunga sino alle 16.00), si recano ai corsi di ripetizioni integrative (a pagamento), che solitamente iniziano alle 17.00 e possono durare sino alle 23.30 di sera. 
Questa mole di studio è giustificata dalla circostanza che ancora oggi il sistema lavorativo giapponese offre posti quasi sicuri ai laureati, e garantisce l'occupazione a vita. Per questo ottenere un diploma o una laurea con ottimi voti costituisce un obiettivo fondamentale che giustifica le ingenti spese e i sacrifici delle famiglie giapponesi per l'educazione dei figli. 
Le scuole giapponesi sono note per il loro rigore, in quanto la severità dell'istituto è considerata come nota di merito e aggiunge valore al diploma conseguito. 
L'osservanza dei regolamenti scolastici, che cambiano da istituto a istituto, è d'obbligo e le pene sono molto severe. I regolamenti sono puntigliosi, arrivano a precisare anche i dettagli più insignificanti delle uniformi scolastiche. Nel caso si venisse bocciati o sospesi per gravi episodi si è costretti a cambiare scuola e trovarne un'altra, e ciò può influire negativamente sul proprio curriculum; infatti anche nei colloqui di lavoro viene data molta importanza alla scuola frequentata e al rendimento avuto, perché un buono studente viene considerato un buon lavoratore.
Il rigore con cui gli studenti giapponesi sono educati inizia sin dall'asilo, prosegue per tutta la durata della scuola dell'obbligo, e all'università. 
Un'altra peculiarità del sistema scolastico giapponese è la forte competitività tra gli studenti. In Giappone infatti le graduatorie con i voti degli esami periodici o semplicemente le medie scolastiche di fine periodo vengono pubblicamente rese note dando a chiunque la possibilità di sapere i voti degli altri, e consentendo di stilare classifiche a livello locale o anche nazionale con i migliori studenti. Inoltre gli alunni con i voti più alti godono di particolari agevolazioni e hanno il privilegio di partecipare attivamente ad alcune cerimonie. Questo sistema è criticato da alcuni in quanto potrebbe creare dei problemi di relazione tra i vari elementi a causa dell'eccessivo spirito di competizione che la scuola cerca di creare, al contrario è apprezzato da altri poiché stimola i giovani a cercare di dare sempre il massimo.
Gli studenti, dopo la pausa pranzo, partecipano alle attività ricreative dei club, che possono essere, ad esempio, fotografia, teatro o altre di tipo sportivo, anche a seconda delle attrezzature scolastiche. I risultati sportivi dei club sono molto importanti perché consentono la partecipazione ai campionati studenteschi che sono molto seguiti e sono da sempre un validissimo trampolino di lancio per gli atleti di talento che mirano a diventare professionisti.
I voti sono espressi in centesimi e 100/100 è il voto massimo.

### Istruzione nella cultura di massa
La vita scolastica giapponese è anche al centro di numerosi manga e anime importati nei paesi occidentali, oltre che di numerose serie Tv live action (dorama). Può essere poco più che semplice ambientazione oppure affrontare tematiche più complesse (es. Great Teacher Onizuka di Tohru Fujisawa).
L'elemento di costume forse più riconoscibile della vita scolastica nel fumetto e nell'animazione giapponesi è la divisa scolastica delle scuole medie inferiori e superiori: il fuku alla marinara per le studentesse e il gakuran per gli studenti. La divisa scolastica viene anche usata come indumento elegante da indossare in occasioni speciali.

### Scambi culturali
La partecipazione a programmi di scambio culturale (es. JET Programme) e la fruizione di opere di finzione ambientate in Giappone hanno aumentato la curiosità occidentale per la vita scolastica in Giappone. Sono oggi disponibili numerosi resoconti dei partecipanti agli scambi culturali verso il Giappone, principalmente assunti come assistenti agli insegnanti di lingua inglese, che trattano da una prospettiva occidentale l'organizzazione interna della scuola giapponese e aiutano a compensare la relativa scarsità di fonti primarie in lingue occidentali a fronte di corposi rapporti statistici invece numerosi e molto dettagliati, stilati dai ministeri anche in lingua inglese.

## Controversie
La reinterpretazione del passato espansionista del Giappone è un tema che in modo ricorrente riaccende le tensioni nei rapporti con i paesi del continente asiatico. 
- L'impostazione nazionalista del Mombusho accennata più sopra si ripercosse sulle relazioni con la Corea del Sud quando alla fine degli anni novanta il ministero approvò un libro di testo revisionista in cui gli atti di aggressione del Giappone nel paese durante la Seconda Guerra mondiale venivano ridimensionati, minando il processo di riavvicinamento intrapreso nel novembre 1998 dal governo Obuchi che si era ufficialmente scusato per i medesimi fatti in occasione della visita dell'allora presidente sudcoreano Kim Dae Jung.[6]
- Nel 2007 l'ex ministro liberaldemocratico Nariaki Nakayama si dichiarò fiero di aver espunto dai libri di testo delle scuole superiori il tema della prostituzione coatta (comfort women) nei territori occupati in tempo di guerra, arrivando a negare il massacro di Nanchino[17].

## Saggistica
Segue un elenco di saggi sull'istruzione in Giappone non strettamente storici od accademici
- Vittorio Zucconi, Stranieri come noi, Einaudi Scuola, Torino 1993
- Tiziano Terzani, In Asia, Edizione Tea, Milano 2002